# Hidróxido de cobalto (II)
El hidróxido de cobalto (II) o hidróxido cobaltoso es el compuesto inorgánico con la fórmula Co(OH)
2, que consiste en cationes de cobalto divalentes Co2+
 y aniones hidróxido OH−
 . El compuesto puro, a menudo llamado "forma beta" (β- Co(OH)
2 ) es un sólido rosado insoluble en agua. 
El nombre también se aplica a un compuesto relacionado, a menudo denominado forma «alfa» o «azul» (α-Co(OH)2), que incorpora otros aniones en su estructura molecular. Este compuesto es azul y bastante inestable.
El hidróxido de cobalto (II) se utiliza sobre todo como secante de pinturas, barnices y tintas, en la preparación de otros compuestos de cobalto, como catalizador y en la fabricación de electrodos para baterías.

## Obtención
El hidróxido de cobalto (II) precipita como sólido cuando se añade un hidróxido de metal alcalino a una solución acuosa de sal de Co2+. Por ejemplo,
Co2+ + 2 NaOH → Co(OH)2 + 2 Na+
El compuesto se puede preparar haciendo reaccionar nitrato de cobalto (II) en agua con una solución de trietilamina N(C
2H
5)
3 como base y agente complejante.
También puede prepararse por electrólisis de una solución de nitrato de cobalto con un cátodo de platino.

## Reacciones
El hidróxido de cobalto (II) se descompone en óxido de cobalto (II) a 168 °C en vacío y se oxida con el aire. El producto de descomposición térmica en aire por encima de 300 °C es Co₃O₄.  
Al igual que el hidróxido de hierro(II), el hidróxido de cobalto(II) es un hidróxido básico que reacciona con ácidos para formar sales de cobalto(II). También reacciona con bases fuertes para formar soluciones con aniones de cobalto(II) de color azul oscuro: [Co(OH)4]2−  y [Co(OH)6]4−.

## Estructura
La forma (β) del hidróxido de cobalto (II) tiene la estructura cristalina de la brucita, es decir, la disposición de los átomos en el cristal es la misma que la del Mg(OH)2. Los centros de Co(II) están unidos a seis ligandos de hidróxido. Cada ligando de hidróxido se une a tres sitios de Co(II). Los enlaces O-H son perpendiculares a los planos definidos por los átomos de oxígeno, proyectándose por encima y por debajo de estas capas.
Ignorando los átomos de hidrógeno, el empaquetamiento del anión y los cationes también se describe como la estructura del yoduro de cadmio, en la que los cationes de cobalto (II) tienen geometría molecular octaédrica.
La forma beta puede obtenerse en forma de plaquetas con geometría hexagonal parcial, de 100 a 300 nm de ancho y de 5 a 10 nm de grosor. 

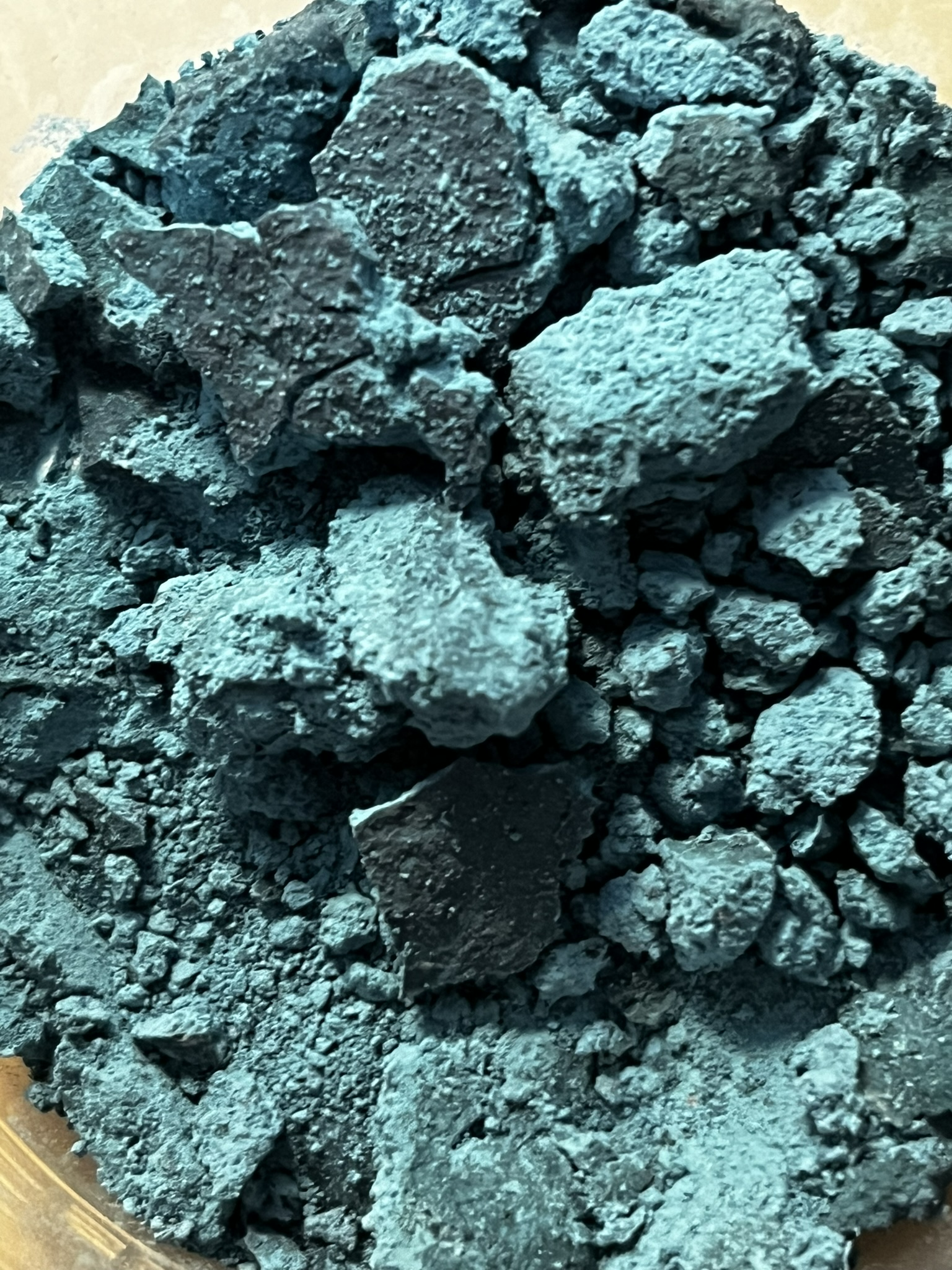
Hidróxido de alfa cobalto (II)

### Forma alfa
Suele obtenerse como un precipitado azul cuando se añade una base como el hidróxido de sodio a una solución de una sal de cobalto (II). El precipitado se convierte lentamente en la forma beta.

### Nanotubos
El hidróxido de cobalto se puede obtener en forma de nanotubos, lo que puede ser de interés en nanotecnología y ciencia de materiales. 

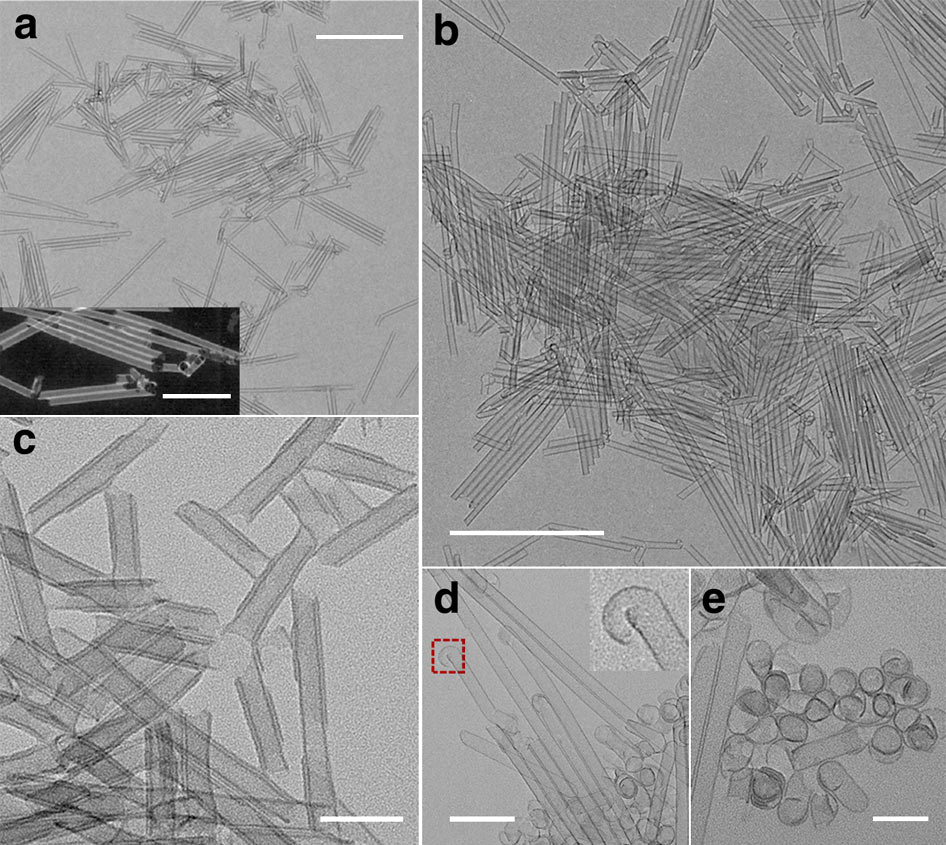
Nanotubos de hidróxido de cobalto. Barras de escala: (a,b) 500 nm, recuadro 200 nm; (c,e) 50 nm; (d) 100 nm.